# Sella di Bivio
Sella di Bivio, (in sloveno Selo; in italiano in passato Sella o Sella del Bivio) è un paese della Slovenia, insediamento (naselje) del comune di Aidùssina.
La località, che si trova a 153,3 metri s.l.m. ed a 13,3 chilometri dal confine italiano, è situata al centro della Valle del Vipacco, dove la strada che va verso Montespino (Dornberk) e San Pietro di Gorizia (Šempeter pri Gorici) si distacca dalla strada statale Aidussina – Nova Gorica. È capoluogo di una delle 28 comunità locali in cui si suddivide il comune.
 L'insediamento include l'agglomerato di Britih.
Attraverso il paese in passato passava la strada romana che collegava Aquileia a Sisak, come gli scavi effettuati dallo storico Simon Rutar nel 1865 ebbero modo di evidenziare.

## Geografia fisica

### Alture principali
Sovin, 181 m s.l.m.

### Corsi d'acqua
fiume Vipacco (Vipava), torrente Vrtovinšček.

## Storia
Dopo la caduta dell'Impero romano d'Occidente, e la parentesi del Regno ostrogoto, a seguito della Guerra gotica (553) promossa dall'imperatore Giustiniano I entrò a far parte dei domini bizantini. La calata, nel 568, attraverso la Valle del Vipacco nell'Italia settentrionale dei Longobardi, seguiti poi da popolazioni slave, fece sì che il confine tra l'Istria bizantina e il Regno longobardo fosse fissato su una linea che da Sistiana passasse proprio per Sella..
Annientati i Longobardi, Carlo Magno, re dei Franchi, nel 788 occupò anche l'Istria bizantina inglobandola nel Regnum Italiae; nell'803 venne istituita la Marchia Austriae et Italiae che comprendeva il Friuli, la Carinzia, la Carniola e l'Istria. Nell'828 l'imperatore Ludovico divise la Marca Orientale (o del Friuli) in quattro contee: Verona, Friuli, Carniola e Istria (comprendente il Carso e parte della Carniola interna); in seguito al Trattato di Verdun, nell'843, le contee di Istria e Friuli (conglobate nella “Marca d'Aquileia”) entrarono a far parte del Regnum Italicum poi, nel 951, della Marca di Verona e Aquileia; dopo un'iniziale sottomissione al Ducato di Baviera dal 952, nel 976 passò al Ducato di Carinzia appena costituito dall'imperatore Ottone II.
Nel 1077 passò al Principato ecclesiastico di Aquileia e poi ai Conti di Gorizia, in quanto "advocati" del patriarca, che acquisirono gradualmente una larga parte di tali territori, frazionati in feudi minori fra i loro ministeriali, i veri e propri strumenti di governo comitale sul Carso e la vicina Istria.
Nel 1500, morto Leonardo di Gorizia, Sella e il resto della Contea di Gorizia, passando alla Casa d’Asburgo, entrò nella Contea di Gorizia e Gradisca.
Con il trattato di Schönbrunn (1809) entrò a far parte delle Province Illiriche.
Col Congresso di Vienna nel 1815 rientrò in mano austriaca, divenendo un comune catastale autonomo della ricostituita Contea di Gorizia e Gradisca (a sua volta inclusa dapprima nel Regno d'Illiria e poi dal 1849 nel Litorale austriaco). In quest'epoca la località era nota col toponimo italiano di Sella e con quello sloveno di Selo. Nella seconda metà del XIX secolo il comune perse la propria autonomia venendo aggregato a quello di Cernizza (Črniče).
Nel 1920, in seguito alla prima guerra mondiale e al Trattato di Rapallo, Sella venne annessa come il resto della regione al Regno d'Italia. Il nome del paese divenne inizialmente Selo, per essere poi nuovamente modificato in Sella del Bivio nel 1923. Dal punto di vista amministrativo Sella rimase nello stesso comune (rinominato a sua volta Cernizza Goriziana), inquadrato dapprima dal 1923 nella Provincia del Friuli per poi passare, nel 1927, alla ricostituita Provincia di Gorizia.
Durante la seconda guerra mondiale fu soggetta alla Zona d'operazioni del Litorale adriatico (OZAK) tra il settembre 1943 e il 1945, venendo poi occupata dalle truppe jugoslave. Nel 1947 in seguito ai Trattati di Parigi passò alla Jugoslavia anche formalmente, divenendo nel secondo dopoguerra parte del comune di Aidussina. Dal 1991 fa parte della Slovenia.